# شهرستان همپشر (ویرجینیای غربی)
شهرستان همپشایر، ویرجینیای غربی (به انگلیسی: Hampshire County, West Virginia) یک سکونتگاه مسکونی در ایالات متحده آمریکا است که در ویرجینیای غربی واقع شده‌است.

## خصوصیات
شهرستان همپشایر ۱٬۶۷۰٫۵۵ کیلومترمربع مساحت دارد.